# Ana, kraljica Velike Britanije
Ana, eng. Anne (London, 6. veljače 1665. – London, 1. kolovoza 1714.) zadnja kraljica samostalne Engleske i kraljica Škota, te kraljica Irske ; od 8. ožujka 1702. Naslijedila svog rođaka i šurjaka, Vilima III. Engleskog i II. Škotskog. Njen otac Jakov II., rimokatolik, svrgnut je s prijestolja 1688. godine, pa su Anina sestra Marija i njen muž vladali zajedno, što je bio jedinstven slučaj u povijesti britanske monarhije. Vilim III., rođak svoje žene Marije II. i Ane, nastavio je vladati sam nakon Marijine smrti 1694. godine do svoje smrti 1702. godine.
1. svibnja 1707. godine Aktom o uniji Engleska i Škotska su zakonski ujedinjene u Veliku Britaniju, čiji je prvi suveren bila Ana. Irsko Kraljevstvo je ostalo neovisno, pa je Ana vladala Velikom Britanijom i Irskom zasebno.
Anin život je bio obilježen krizama i tragedijama, osobnim i onim oko pitanja nasljednika. Od sedamnaestero djece, samo je jedan sin doživio jedanaesti rođendan. Umrla je nadživjevši svih petero djece, pa ju je naslijedio rođak Đuro, prvi Hanover na britanskom prijestolju, unuk Elizabete, kćeri Jakova I.

## Životopis

### Prije vladavine

#### Djetinjstvo i mladost
Ana je rođena u palači St. James's u Londonu, kao najmlađe dijete Jakova, vojvode od Yorka i njegove prve žene, Anne Hyde. U vrijeme njenog rođenja Engleskom je vladao njen stric, Karlo II. Marija i Ana su bile jedine od osmero djece vojvode i vojvotkinje od Yorka koja su preživjela djetinjstvo. Njena majka podlegla je raku dojke nekoliko dana nakon njenog rođenja. Kao dijete je bolovala od očne infekcije, pa je poslana na liječenje u Francusku, gdje je živjela sa svojom bakom, Henriettom Marijom, a poslije s tetkom. Vratila se u London 1670. i sprijateljila sa Sarah Jennings, koja joj je kasnije postala najutjecajnija savjetnica.
Godine 1673. preobraćenje Anina oca je postalo službeno, ali prema naredbi Karla II., Marija i Ana su odgajanje kao protestantkinje. Dana 28. srpnja 1683. godine Ana se udala za svog rođaka u trećem koljenu, danskog kraljevića Georga iz dinastije Oldenburg. Narod ovaj brak nije gledao kao dobar potez, ali on se pokazao veoma sretnim.

#### Očeva vladavina
Karlo II. je umro bez djece 1685. godine, preobrativši se na katoličanstvo na samrti, pa je prijestolje naslijedio njegov brat, Jakov II. Novi kralj, koji nije skrivao svoju katoličku vjeru, nije bio popularan među narodom koji je većinom bio protestantski. Narod se još više zabrinuo kada je kraljeva druga žena, Marija Modenska, rodila sina, Jamesa Francisa Edwarda. James je potisnuo kraljevu stariju kćer Mariju s prvog mjesta u nasljednom nizu, te su se naglo povećale šanse za trajno zauzimanje prijestolja od strane rimokatolika. Ana je vijesti o rođenju brata primila u Somersetu i, kako nije prisustvovala njegovom rođenju, posumnjala je da je dijete podmetnuto. Ana je o ovoj sumnji pisala i Mariji, koja se u tom trenutku nalazila s Vilimom u Nizozemskoj. U pismu ona iznosi svoje sumnje i tvrdnje da će ostati ustrajna u prakticiranju svoje vjere bez obzira na sve.

#### Slavna revolucija
Nedugo nakon rođenja njenog polubrata, Marija i Vilim su Slavnom revolucijom odlučili svrgnuti Jakova s trona. Ana je bila upoznata s njihovim planovima, a kako joj je otac zabranio posjet Mariji i proljeće 1688. godine, pismom je izjavila da podržava njihov plan. Po savjetu Churchilla i njegove supruge, Ana je odbila pokazati solidarnost ocu kada je Vilim kročio na englesko tlo, te se obratila zetu i pismom odobrila njegov naum. John Churchill je napustio Jakova 24. ožujka, a kraljević George 25. ožujka. Kada se Jakov 26. ožujka vratio u London otkrio je da su Ana i Sarah slijedile primjere svojih muževa i napustile ga prethodne noći. Ana je krišom napustila dvor i povjerila se na brigu londonskog biskupa, da bi 1. prosinca otišla u Nottingham i tu oformila savjet. Zatim je otišla u Oxford i sastala se sa suprugom, te krenula nazad u London. Kao i Mariji, i Ani su zamjerili nedostatak suosjećanja za oca. Kada je stigla u London 19. prosinca, posjetio ju je Vilim.
Godine 1689. konvencijski parlament je objavio da je Jakov abdicirao onoga trenutka kada je pokušao napustiti kraljevstvo, te da je tron upražnjen. Kruna je tada ponuđena Mariji i Vilimu, unucima Karla I. Supružnici su je prihvatili i započeli jedinstveni oblik vladavine u britanskoj povijesti - zajedničku vladavinu nad Engleskom, Škotskom i Irskom. Zakon o pravima iz 1689. odredio je da će Ana i njeni potomci biti u nasljednom nizu nakon potomaka Marije i Vilima. Anu i njene potomke u nasljednom nizu pratio bi bilo koji potomak Vilima iz sljedećeg braka.

#### Vladavina Vilima i Marije
Odmah nakon što su preuzeli prijestolje, Vilim III. i Marija II. su nagradili Johna Churchilla ponudivši mu titulu vojvode od Marlborougha, ali njihov kasniji tretman Churchilla postao je oštriji. Godine 1692. Marija ga otpušta sumnjajući da je jakobit - izdajnik. Njegova supruga Sarah je odstranjena s dvora, zbog čega Ana ljutito napušta svoju kraljevsku rezidenciju. Nakon ovoga ispada ukinuta joj je počasna garda, a kraljevskoj gardi bilo je zabranjeno salutiranje Aninom suprugu. 
Marija II. je podleglama boginjama 1694., u 33. godini života. Vilim je nastavio vladati nakon njene smrti, a Ana je postala njegova vjerojatna nasljednica, budući su Zakonom o pravima sva djeca koju bi mogao imati u sljedećem braku bila osuđena na mjesto iza Ane. Marija je oduvijek bila popularnija od Vilima, pa je ovaj, želeći popraviti mišljenje o sebi, vratio Ani sve titule i časti koje su joj bile oduzete. Vilim je 1695. nastojao još više da se dodvori Ani, pa je vratio Churchille na sve položaje na kojima su ranije bili. Ana je zauzvrat dala podršku Vilimovoj vladi. Ipak je 1696. godine pisala ocu, prema njegovim tvrdnjama, te tražila od njega dozvolu da nosi krunu nakon Vilimove smrti. Na ovaj potez su je vjerojatno natjerale glasine koje su govorile o Vilimovim namjerama da krunu ostavi Jamesu Stuartu, pod uvjetom da bude obrazovan u Engleskoj kao protestant. 

#### Obiteljski problemi
U međuvremenu su Ana i George prolazili kroz brojne osobne nesreće. Do 1700. godine buduća kraljica je bila trudna osamnaest puta. Trinaest trudnoća završilo je pobačajem ili rođenjem mrtvorođenčeta. Četvero od živorođene djece umrlo je ne doživjevši drugu godinu života, a peto dijete, Vilim, kojem je njegov tetak i imenjak dao titulu vojvode od Gloucestera, umro je u jedanaestoj godini. Kraj njegovog života bio je početak nasljedne krize. Kako ni Vilim ni Marija nisu imali djece, Ana je ostala posljednja osoba u predviđenom nasljednom nizu. Ako bi ovaj niz potpuno izumro, postojala je mogućnost da prijestolje preuzme Anin polubrat, a ovaj se scenarij želio izbjeći po svaku cijenu.
Zato je Parlament, u cilju sprječavanja katolika da se vrate na prijestolje, a u slučaju da ni Ana ni Vilim ne dobiju dijete, donio zakon kojim se Sofija Palatinska, prva rodica njenog oca, ili njeno potomstvo proglašava Aninim nasljednicima. Sofija je vodila porijeklo od Jakova I. preko njegove najstarije kćerke, Elizabete Stuart. Nekoliko ljudi s jačim pravom na prijestolje isključeno je iz nasljednog niza zbog njihovog opredjeljenja za katoličanstvo.

### Vladavina
Vilim III. je umro 8. ožujka 1702. Ana je okrunjena 23. travnja iste godine. 

#### Rat za španjolsko nasljeđe
Gotovo odmah nakon Anine krunidbe Velika Britanija je uvučena u Rat za španjolsku baštinu. Taj rat je trajao do posljednje godine Anine vladavine, te je dominirao i vanjskom i unutarnjom politikom. Velika Britanija je podržavala pravo nadvojvode Karla na španjolsko prijestolje.
Nedugo nakon što je postala kraljica, svoga supruga je imenovala zapovjednikom kraljevske mornarice. Kontrolu nad vojskom predala je Johnu Churchillu, koji je od kraljice dobio brojna priznanja i vojvodstvo nad Marlboroughom. Anina prijateljica Sarah postavljena je na najvišu poziciju koju je mogla držati kao žena.

#### Zakon o uniji
Pri donošenju zakona o nasljedstvu 1701. godine, engleski parlament nije konzultirao škotski, koji je želio zadržati dinastiju Stuart na tronu. Škotski parlament je kao odgovor na to donio Zakon o sigurnosti (Act of Security), po kojem isti ima pravo izabrati sljedećeg škotskog monarha nakon Anine smrti, ako ona ne rodi nasljednika. Prema tom zakonu, škotski monarh više ne bi bio i engleski monarh. Kraljica je morala odobriti taj zakon, jer su Škoti prijetili da ne će plaćati porez i da će se povući iz britanske vojske, koja je tada ratovala u Europi. Engleski parlament je na to odgovorio 1705. posebnim zakonom - Zakonom o strancima, koji je omogućavao da se škotski podanici u Engleskoj proglase strancima i da njihova imovina dođe u opasnost ako škotski parlament ne povuče sporni zakon ili krenu prema procesu ujedinjenja s Engleskom. Škotski parlament se odlučio na proces ujedinjenja, pa su započeli pregovori o uniji Škotske i Engleske. Došlo je do sporazuma sredinom 1706. godine. Škotski parlament je prihvatio uniju 16. siječnja 1707. godine. Prema tom zakonu, prihvaćenom 1. svibnja 1707. godine, Kraljevina Engleska i Kraljevina Škotska postaju jedna kraljevina, zvana Velika Britanija.

#### Dvostranačka politika
Anina kasnija vladavina obilježena je razvitkom dvostranačke politike. Ana je podržavala torijevce, ali je trpila i vigovce. Vigovci su, međutim, za razliku od torijevaca, podržavali Rat za španjolsko nasljeđe, te su postali utjecajni nakon pobjede Johna Churchilla u bici kod Blenheima 1704. godine. Vigovci su ojačali nakon Churchillove pobjede, te su došli na vlast. Gotovo svi torijevci su bili smijenjeni sa svojih pozicija. Sidney Godolphin je, iako torijevac, uspio uvjeriti Churchilla da ga ostavi na mjestu predsjednika vlade. Stvarnu vlast je zapravo držao Churchill i dva državna tajnika.

#### Udovištvo
Anin muž, kraljević George, umro je u listopadu 1708. godine. Vigovci su bili nezadovoljni načinom na koji je on upravljao svojim admiralitetom, pa su ga htjeli smijeniti s te pozicije dok je on ležao na samrti. Ana je to spriječila alarmirajući Johna Churchilla. Kraljica je bila teško pogođena muževom smrću, a u tom se trenutku poljuljao njen odnos sa Sarah. Sarah je natjerala kraljicu da napusti dvor kako bi se smirila. Također je inzistirala da neko stalno bude uz uplakanu Anu, što joj je ova zamjerala.
Vigovci su iskoristili Georgevu smrt, te nemilosrdno se okoristili kraljičinom slabošću. Ana nije imala snage oduprijeti im se, pa su lako uspjeli sastaviti vladu u kojoj su dominirali vigovci, a na čijem je čelu bio Sidney Godolphin. Ana je zadržala za sebe poziciju zapovjednika nad mornaricom. S druge strane, vigovci su tražili da na tu funkciju postavi Edwarda Russela, koji je bio jedan od velikih kritičara njenog supruga. Kraljica je to glatko odbila i 1709. godine na to mjesto postavila svoga kandidata, Thomasa Herberta. Vigovci su počeli vršiti veliki pritisak na Thomasa Herberta, kraljicu i Godolphina. Na kraju su Thomasa Herberta doveli do toga da je morao dati ostavku. Uslijedilo je mjesec dana rasprava prije nego što je Ana pristala da na to mjesto postavi Russela.

#### Kasna vladavina
Rat za španjolsko nasljeđe je crpio sve više novca što je rezultiralo narodnim nezadovoljstvom, pa je vigovska vlada izgubila popularnost. Na općim izborima 1710. godine, nezadovoljni birači su izabrali torijevce kao većinu u parlamentu. Novi predsjednik vlade postao je Robert Harley, koji je tražio načina da zaključi mirovni sporazum. Torijevci su bili spremni na kompromis, po kome bi se Španjolska dala unuku francuskog kralja, ali vigovci nikako nisu htjeli da Bourboni zavladavaju tolikim dijelom Europe. Međutim, vanjski splet okolnosti je pomogao da se ovaj problem razriješi. Vigovci su podržavali starijeg brata nadvojvode Karla, a taj je umro 1711. godine, pa je nadvojvoda Karlo postao Karlo VI., car Svetog Rimskog Carstva. Više nije bilo u britanskom interesu da on dobije španjolsku krunu, jer bi se previše moći koncentritralo u jednom takvom carstvu. Sporazum u Utrechtu (Treaty of Utrecht) bio je predložen parlamentu na usvajanje, ali nije mogao proći, jer su se vigovci protivili. U donjem domu parlamenta torijevci su imali većinu, ali u domu lordova nisu. Da bi osigurala torijevsku većinu u domu lordova, kraljica Ana je zaposlila 12 novih lordova. To je omogućilo da se ratificira Sporazum u Utrechtu i na taj način završi britansko sudjelovanje u Ratu za španjolsko nasljeđe.

#### Smrt i nasljeđe
Ana je umrla u jutarnjim satima 1. kolovoza 1714. godine od gihta, koji je završio erizipelom, zbog kojeg je njeno tijelo bilo toliko natečeno da je morala biti pokopana u gotovo kvadratnom sanduku.
Sofija od Rajne umrla je samo tjedan prije nje, okliznuvši se pri pokušaju da se skloni od kiše u dobi od 83 godine. Anu je naslijedio Sofijin najstariji sin, Đuro I., a i danas važi pravilo prema kojem tron mogu naslijediti samo potomci Sofije Palatinske.
Tijekom Anine vladavine došlo je do porasta utjecaja ministara i vlade i smanjenja utjecaja krune. Kraljica Ana je bila posljednji britanski monarh koji nije dao pristanak na neki zakon, što je ona posljednji put učinila 1708. godine. Bolovala je od porfirije, te bila preokupirana svojim zdravljem, zbog čega je dozvoljavala svojim ministrima i miljenicima, među kojima su najznačajniji bili Robert Harley i Sarah Jenyns, da dominiraju politikom. Za vrijeme vladavine Đura I. taj pomak moći s kralja na ministarstva postao je još očitiji. Njegov glavni savjetnik, Robert Walpole, često se opisuje kao prvi premijer.
Tijekom vladavine kraljice Ane nastaje prva forma autorskog prava, poznata kao Statut Ane (Statue of Anne), koji je jamčio prava autorima, a ne izdavačima.